# Верд (Врхника)
Верд (словен. Verd) — поселення в общині Врхника, Осреднєсловенський регіон, Словенія. 
Висота над рівнем моря: 294,9 м.